# 伊藤瞳 (アナウンサー)
伊藤 瞳（いとう ひとみ、1997年（平成9年）9月12日 - ）は、仙台放送の女性アナウンサー。

## 経歴
宮城県仙台市生まれで、埼玉県さいたま市出身。
2020年、早稲田大学を卒業と共に仙台放送入社。

## 人物
自身の母、叔父がアナウンサーであったことで幼少時からこの仕事に興味を持つ。実兄も日本テレビアナウンサーの伊藤遼というアナウンサーファミリーでもある。
声優能力検定1級の資格を持つ。
運動が苦手と公言し、「出来ればやりたくない」とのこと。

## 担当番組
- あらあらかしこ
- 仙台放送 Live News イット!（平日版キャスターを卒業しナレーション）
- 仙台放送NEWS